# Bochum-Castroper Straßenbahn
Die Bochum-Castroper Straßenbahn war ein Straßenbahnbetrieb, der von 1906 bis 1912 bestand.
Am 6. Dezember 1906 wurde die Bochum-Castroper Straßenbahn als Kleinbahn Bochum-Gerthe-Harpen gegründet. Im Auftrag der Siemens-Schuckertwerke begann sie mit dem Bau einer Straßenbahnstrecke zwischen Bochum und Gerthe und einer Zweigstrecke nach Kirchharpen. Diese beiden Strecken wurden gemeinsam am 23. Dezember 1908 eröffnet. Im April 1909 trat die Gemeinde Castrop der Gesellschaft bei, so dass das Unternehmen in Bochum-Castroper Straßenbahn umbenannt wurde. Nach dem Beitritt verlängerte man die Strecke von Gerthe bis Castrop, Eröffnung am 20. Dezember 1909. Es folgten dann noch zwei weitere Streckenverlängerungen: Eine am 6. November 1910 innerhalb der Stadt Bochum von Kanalstraße bis Südbahnhof, dem späteren Hauptbahnhof, und eine am 20. Januar 1912 von Kirchharpen nach Lütgendortmund.
Als Anfang 1912 die Märkische Straßenbahn insolvent wurde, ging diese in den Besitz der Bochum-Castroper Straßenbahn über, die an ihr beteiligten Gemeinden wurden als Mitgesellschafter übernommen. Am 15. Mai 1912 ging die Bochum-Castroper Straßenbahn schließlich in der Westfälischen Straßenbahn auf.